# Dina Moore Bowden
Dina Moore Bowden   (Califòrnia, 21 de setembre de 1893 - Palma, 23 de maig de 1981) va ser una violinista, cantant i promotora cultural estatunidenca. Va residir, des de la dècada del 1930 i fins a la seva mort, a Portals Nous (Calvià, Mallorca).

## Biografia
Va néixer al nord de l'estat de Califòrnia, però encara sent un nadó va ser duta a Hawaii, on va viure fins als 12 anys. Llavors la familia Moore va tornar a Califòrnia, on va començar a estudiar violí. Després de graduar-se a Berkeley, va migrar a Viena per proseguir els seus estudis musicals sota la batuta del mestre Otakar Ševčík. Més tard tornaria als Estats Units, establint-se a Nova York. Allà va contraure matrimoni amb el seu professor de cant, George Charles Bowden. Amb ell hi tindria el seu únic fill, George Jr.
Tots tres van arribar a l'illa de Mallorca l'any 1932, fixant la residència al terme de Calvià. L'any 1941, mentre el fill s'allistava voluntari per combatre sota bandera britànica en la Segona Guerra Mundial, el matrimoni va traslladar-se a Lisboa. Allà, Dina va encapçalar l'American Friends Service Comitee, una organització que tramitava visats pels refugiats que desitjaven marxar als Estats Units. El 1942, van viatjar a l'iIlla de Man, on van regentar una cantina de la YMCA en una base de la Royal Navy.
Acabada la guerra, la família va tornar a Calvià. Des de Portals Nous va dinamitzar la vida cultural de l'illa i va fer-ne promoció al seu país natal, exhibit-hi artesania autòctona. També va crear als Estats Units el Club d'Amics de Mallorca (1950), i a l'illa va formar el Mallorca Junior Club pels fills dels expatriats que hi arribaven. Moore Bowden va veure's fortament influenciada per la figura de Juníper Serra, el frare petrer que va fundar la missió de l'Alta Califòrnia. Va recaptar fons al seu país —a més de fer una aportació personal— per a l'adquisició de la casa natal del franciscà i la posterior conversió en museu. També va col·laborar amb el Museu Serra de San Diego, ajudant al centre a ampliar la cobertura sobre els orígens mallorquins del religiós. L'any 1976 va publicar un llibre sobre la vida del frare a Petra, abans d'embarcar-se cap al continent americà.

## Homenatges
Un cap de Portals Nous és conegut amb el nom de Sa Punta de Na Dina, en homenatge a la pianista, una de les primeres personalitats en construir-hi una casa. Per la seva tasca cultural, va ser condecorada amb el Llaç de Dama de l'Orde del Mèrit Civil (1961) i va ser nomenada Filla Adoptiva de Petra. El diari balear Última Hora va concedir-li el Siurell de Plata (1969).
El 2013, amb motiu del tricentenari del naixement del pare Serra, l'Associació d'Amics de Fra Juníper Serra va retre-li homenatge amb la programació d'una conferència monogràfica. Una sala del Museu Serra de San Diego porta el nom de Dina Moore Bowden.